# Escuela poética siciliana

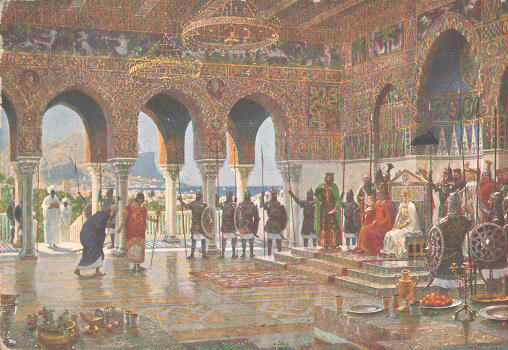
El canciller áulico en la Corte del mecenas Federico II Hohenstaufen, rey de Sicilia, en el Palacio de la Favara con hombres de letras, artistas y estudiosos sicilianos.

La Escuela poética siciliana fue uno de los primeros movimientos estéticos de la literatura italiana y empezó en 1230 en la corte del emperador Federico II Hohenstaufen el Sabio (1198-1250) y posteriormente en la de su hijo Manfredo de Sicilia con una serie de poetas que imitaban la poesía trovadoresca provenzal y la lírica feudalizante del amor cortés. Su final puede fecharse en 1266, cuando Manfredo murió en la batalla de Benevento.

## Nómina de autores

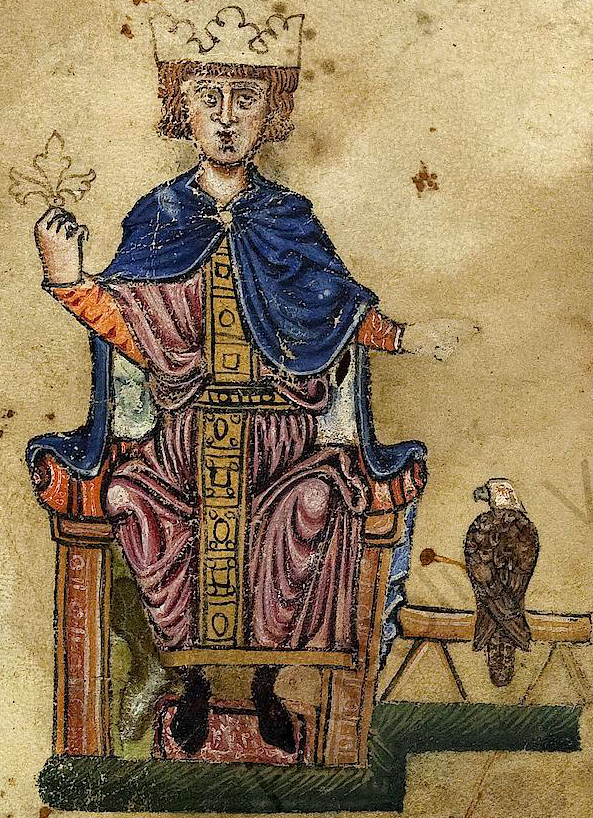
El emperador Federico II Hohenstaufen

El propio emperador componía versos y sus hijos Enzio y Manfredo, su secretario Pier della Vigna (de Capua, citado por Dante en el canto XIII del Inferno), el secretario y canciller Giacomo da Lentini, considerado líder y fundador del movimiento (según Dante en el canto XXIV del Purgatorio) e incluso el halconero del rey Jacopo Mostacci, integrando en conjunto una escuela de lírica junto con Inghilfredi, Guido y Odo delle Colonne, Jacopo d'Aquino, Ruggieri Pugliese, Giacomo Pugliese da Morra, Arrigo Testa, Rinaldo d'Aquino, Percibale Doria y Stefano Protonotaro (de Mesina, al cual se debe la única composición conservada en la lengua original siciliana). Se cree incluso que la poesía arábiga pudo influir en parte en este desarrollo literario como lo ejercieron en las escuelas de Al Ándalus.

## Estrofas
Si la forma principal de versificación de influjo trovadoresco es la canzone, el soneto es por el contrario propio y original de la escuela de Sicilia: en ella se originó el soneto. Se diferencia de su equivalente francés en el tratamiento que se le da a la mujer, más platónico que erótico, característica ésta que será desarrollada posteriormente por el dolce stil nuovo a finales del siglo XIII en Bolonia y Florencia.

## Las dos ramas de la lírica siciliana: cortesana y popular
Y juntamente con esta poesía cortesana de tema exclusivamente amoroso y profano (no hubo poesía religiosa ni satírica), que en cierto modo puede considerarse académica, florece también otra lírica popular, acaso de mayor vivacidad y lozanía. En ella no faltan contrastos, diálogos o debates en que, por ejemplo, un juglar solicita los favores de una campesina sin lograr éxito alguno al principio, aunque luego suele salirse con la suya. Recuerda lejanamente a las canciones medievales españolas llamadas serranas, estudiadas por Ramón Menéndez Pidal. El más célebre contrasto es tal vez Rosa fresca aulentissima, atribuido a Cielo d'Alcamo. Este contrasto (o sea  "discusión") entre dos amantes en lengua siciliana no es posterior a 1250 y no es ni la obra más antigua ni la única composición poética del sur de Italia de temática popular, pero es importante pues corrobora que existía también una poesía popular independiente de la poesía literaria. Casi con toda seguridad reconstruye académicamente una perdida rima popular y es lo más cercano que podemos encontrar a ese tipo de poesía tradicional, la cual o bien pereció o bien fue suavizada por la literatura siciliana de la Corte. Su característica más distinguida es poseer las cualidades opuestas a las de los poetas de la Escuela Siciliana. Es muy vigorosa en la expresión de los sentimientos, y sus temas son a menudo osados y groseros, lo que demuestra su origen popular. 
La composición más famosa de la lírica cortesana es No m'aggio posto in core de Giacomo da Lentini, a quien se considera el creador o inventor del soneto, agrupación estrófica que posteriormente sería perfeccionada por Dante Alighieri y Francesco Petrarca. La censura impuesta por Federico II implicaba que ningún tema político podía entrar en el debate literario, por lo que un género provenzal satírico como el sirventés no pudo desarrollarse sino en el norte de Italia, fragmentado en comunidades o ciudades estado con gobiernos relativamente democráticos. Estos contenidos políticos y estas invectivas aparecerán más tarde en la Divina Comedia de Dante, contenedora de muchas invectivas de esa naturaleza contra políticos y papas de su época.

## Lenguaje
La importancia de esta escuela radica más en el lenguaje (la creación del primer italiano estándar) que en su temática: una canción de amor que imita en parte a la poesía provenzal, importada en el sur de Italia por los normandos y suevos de la corte del rey de Sicilia Federico II Hohenstaufen (1198-1250). El acostumbrado repertorio de temas caballerescos ajenos se adapta a la fonética local, creándose así nuevos vocablos en italiano. Los sufijos franceses en -ière y -nce generan cientos de nuevas palabras italianas terminadas en -iera y -nza (por ejemplo riv-iera y costa-nza), términos que serían adoptados por Dante Alighieri y sus contemporáneos y se mantendrían después en las futuras generaciones de escritores en italiano.
A la escuela poética siciliana se le debe el primer italiano estándar conocido. Combina muchos rasgos típicos del siciliano y, en menor medida pero significativamente, dialectos de Apulia y otras zonas del sur de Italia, con muchas palabras del latín y del francés antiguo. Los diversos estilos de Dante (illustre, cardinale, aulico, curiale) se desarrollaron gracias a sus estudios lingüísticos sobre la Escuela siciliana, que habría sido refundada en la Toscana por Pannuccio dal Bagno, de Pisa, Folcaccluero de’ Folcacchieri, de Siena (+1250) y sobre todo Guittone del Viva (1230-1294), conocido también como fra Guittone d'Arezzo. Pero los escribanos toscanos percibieron el sistema de cinco vocales usado en el sur como un sistema de siete vocales y por eso las rimas no se correspondían, por lo que fueron bastante poco leídos por los estudiantes del XIX y del XX.